# Jaja Sattler
Jaja Sattler, auch Jaija Sattler bürgerlich Karl Sattler (* 2. Oktober 1902 in Zeitz; † 28. April 1944 im KZ Auschwitz-Birkenau) war ein deutscher Lovari und protestantischer „Zigeunermissionar“. Er übersetzte als Muttersprachler das Evangelium nach Johannes ins Romanes, was als Pionierarbeit gilt.

## Leben
Jaja Sattler wurde 1902 als viertes von sieben Kindern der Eheleute Anton "Mušurka" Sattler und Berbek Weiß geboren. Die Familie lebte zusammen mit Berliner Pferdehändlerfamilien der Lovara. 1906 versuchte seine Familie wie viele osteuropäische und inzwischen in Mitteleuropa befindliche Roma-Familien, weiter nach England zu migrieren. Sie wurde zurückgeschickt und wohnte in der Folge in Berlin. 1910 lernte John Miskow ihn bei seinem Besuch der Berliner Roma für Sprachstudien als etwa 9-jährigen, wissbegierigen Jungen kennen. Sattler gehörte zu einer Rom-Gruppe, die von der Berliner Stadtmission missioniert wurde.
Nach der Schule arbeitete Sattler als Jockey für einen Privatmann. 1925 hatte er ein Bekehrungserlebnis. Von Juli bis September 1927 hielt er sich im Brüderhaus Tabor in Marburg auf. 1928 fiel Miskow der Name Jaja Sattler in einem Missionsrundbrief auf, in dem die Aufnahme Sattlers in eine Missionsschule in Bukowinie (Schlesien) vermerkt ist. Er nahm daraufhin brieflichen Kontakt auf. Die Missionsschule gehört zur Mission für Südosteuropa (MSOE). Miskow und Sattler besuchten im weiteren Verlauf gemeinsam verschiedene Rom- und auch Sinti-Familien. 1928 heiratete Sattler die 1905 in Berlin-Köpenick geborene Elise Strauss.

### Die Übersetzung des Johannesevangeliums (1930)
Jaja Sattler übersetzte mit Hilfe von Frieda Zeller-Plinzner auf Grundlage der Lutherbibel das Johannesevangelium in das Romanes der „norddeutschen Zigeuner“. Die Übersetzung erschien 1930 bei der in Berlin ansässigen, 1804 gegründeten British and Foreign Bible Society.
Der anglikanische Pfarrer und Romanes-Linguist Frederick George Ackerley rezensierte sie 1931 umfangreich für das Journal of the Gypsy Lore Society, das in der gleichen Ausgabe einen längeren vor allem biographischen Artikel über Jaja Sattler von John Miskow bringt. Ackerley beglückwünschte den Verlag. Er betonte die hohe Qualität, die lebendige Sprache, verwies auf gelungene Neubildungen von theologischen Begriffen und bestätigte auch die theologisch stimmige Übersetzung. Die Arbeit eines Muttersprachlers habe immer zahlreiche Vorteile, insbesondere, was den Umfang des Wortschatzes und sprachliche Feinheiten betreffe. Neben dem großen Lob besteht die Rezension aus zahlreichen Anmerkungen zum Lektorat, das die – in seinen Augen – inkonsistente Neuentwicklung von Romanes als Schriftsprache nicht ausreichend vereinheitlicht habe. Sattler hatte das Romanes nach deutscher Lautbildung verschriftlicht. Ackerley nutzt die Übersetzung 1932 für seine Arbeit A Louvari Vocabulary. Der polnische Tsiganologe und Linguist Tadeusz Pobożniak lobte 1964 die Übersetzung von Sattler als Pionierarbeit.
Im November 1931 erschienen in amerikanischen Tageszeitungen Notizen über seine Missionsarbeit, so in der Pittston Gazette in Pennsylvania oder dem kalifornischem Corona Daily Independent. Auch die Missionary Review of the World meldete das Erscheinen des Buches.
Jaja Sattler verwendete die Übersetzung bei seiner eigenen Missionsarbeit, teilte Miskow mit. Seine Missionstätigkeit, teilweise finanziert von der MSOE, bei der er verschiedene Rastplätze besuchte, überschritt die engen Grenzen von Berlin, er reiste bis in die Tschechoslowakei sowie nach Österreich, Ungarn und Bulgarien.

## Im Nationalsozialismus
Im Nationalsozialismus musste Sattler seine Missionstätigkeit auf Sonntage reduzieren, da er gezwungen war, eine Erwerbstätigkeit im Rahmen des „Arbeitseinsatzes“ auszuüben.
Sattler wurde in der Folge des Auschwitz-Erlasses am 5. März 1943 in das „Zigeunerlager“ in Auschwitz-Birkenau deportiert. Sein Tod wird für den 28. April 1944 angenommen. Zeller-Plinzner hatte erfolglos versucht, ihren Mitarbeiter zu retten.
Der 5. März 1943 ist ein ausgesprochen früher Zeitpunkt für Deportationen ins „Zigeunerlager“. Der erste Transport überhaupt fand nur wenige Tage zuvor am 26. Februar 1943 statt. Die größeren Transporte aus Berlin, wie sie u. a. etwa Otto Rosenberg und andere Bewohner des Lagers „Berlin-Marzahn Rastplatz“ betrafen, datieren auf den April 1943. Ewald Hanstein wurde erst im Mai 1943 aus Marzahn deportiert, als das Berliner Lager weitgehend geräumt wurde.
Einer Quelle nach war Sattler der Aufforderung der NS-Behörden nachgekommen und hatte eine "Zigeunerliste" aufgestellt, wobei er die Mitglieder seine Familie auf die ersten Plätze schrieb.
Sattlers Todesdatum liegt kurz nach dem ersten Versuch, das „Zigeunerlager“ durch Massenmord zu räumen. Dieser Versuch scheiterte am teils bewaffneten Widerstand der Häftlinge. Seine Frau wurde ebenfalls deportiert und mit einer niedrigen Häftlingsnummer, Z-396 registriert. Im Gegensatz zu ihrem Mann überlebte sie das Lager und starb am 29. Juni 1981 in Hassenberg.

## Schriften
- mit Frieda Zeller-Plinzner: O Woyako-hiro katar o Jesuskasko Christuskasko banasgimmo ä Johannestar. Evangelium Johannes in Zigeunerisch Mundart norddeutscher Zigeuner. Berlin. Britische und ausländische Bibelgesellschaft, 1930.[32]
- Zigeuner-Mission, in: Mitteilungen der Mission für Süd-Ost-Europa, 27. Jahrgang April 1930, 9;
- Die Zigeuner, in: Mitteilungen der Mission für Süd-Ost-Europa, 29. Jahrgang April 1932, 6;
- Ein Zigeunerbrief [Nachtrag], in: Mitteilungen der Mission für Süd-Ost-Europa, 33. Jahrgang Oktober 1936, 7.